# Bekasi
Bekasi (tiếng Indonesia:) là một thành phố Indonesia. Thành phố này thuộc tỉnh Tây Java, trên đảo Java. Thành phố có dân số 2.931.897 người (theo điều tra dân số năm 2018). Bekasi nằm trên ranh giới phía đông của Jakarta trong khu vực đô thị Jabodetabek. Ở phía nam là huyện Bogor, phía đông là huyện Bekasi.
Thành phố có diện tích 210,49 km² và 1.993.478 người trong năm 2005, với mật độ 9.471 người/km². [3] dân số 2018 được tính là 2.931.897, khiến nó là thành phố lớn thứ tư của Indonesia, và thứ 2 sau Bandung ở Tây Java.
Các khu vực đô thị lớn bao quanh thành phố. Nó phục vụ như một thành phố đi lại cho Jakarta, mặc dù nó có đáng chú ý thương mại, kinh doanh, công nghiệp chế biến. Đây là những nhóm chủ yếu trong khu vực của Karawang.

## Hành chính
Bekasi được chia thành 12 phó huyện: Tây Bekasi, Đông Bekasi, Nam Bekasi, Bắc Bekasi, Medan Satria, Rawalumbu, Bantar Gebang, Pondok Gede, Jakasampurna, Jatiasih, Pondok Melati và Mustika Jaya.